# Kanton Ivry-sur-Seine-Est
Kanton Ivry-sur-Seine-Est is een voormalig kanton van het Franse departement Val-de-Marne. Kanton Ivry-sur-Seine-Est maakte deel uit van het arrondissement Créteil en telde 24.726 inwoners (1999).
Het werd opgeheven bij decreet van 17 februari 2014 met uitwerking in maart 2015.

## Gemeenten
Het kanton Ivry-sur-Seine-Est omvatte enkel het oostelijk deel van de gemeente Ivry-sur-Seine.